# Asylpolitik des Vereinigten Königreichs nach dem Brexit
Die Asylpolitik des Vereinigten Königreichs hat sich nach dem EU-Austritt des Vereinigten Königreichs („Brexit“) maßgeblich geändert. Der britischen Regierung zufolge stellt ihr Neuer Plan zur Einwanderung (New Plan for Immigration) die umfassendste Reform des britischen Asylsystems seit Jahrzehnten dar.

## Vorgeschichte
Zu Beginn des 21. Jahrhunderts ist die Bevölkerung zunehmend als multikulturell zu betrachten. Die Zusammensetzung der Bevölkerung ist stark von der Kolonialzeit geprägt. Im Zuge der Erweiterung der Europäischen Union wanderten zudem Bürger anderer EU-Staaten zu.
Auch die Fluchtmigration trug zur Zuwanderung bei – und dies bereits Jahre vor der Flüchtlingskrise ebenso wie in den Folgejahren. Im Jahr 2002 erreichte die Zahl der Asylanträge mit 84.132 einen vorläufigen Höhepunkt. Als Reaktion hierauf verschärfte das Vereinigte Königreich seine Asylpolitik, unter anderem durch verminderte Sozialleistungen, zeitliche Begrenzungen für die Antragstellung, Ernennung britischer Flughäfen zu internationalen Zonen, Einschränkung von Einspruchsrechten und schnelle Erledigung „offenkundig unbegründeter“ Anträge. Zugleich wurden Vorgaben der EU-Asylpolitik stärker berücksichtigt, so auch das Dublin-Übereinkommen.
Die Immigration – einschließlich der Asylpolitik ebenso wie die Migration aus EU-Staaten – war ein Hauptthema in der politischen Auseinandersetzung um den EU-Austritt des Vereinigten Königreichs („Brexit“). Brexit-Befürworter hatten argumentiert, dass das Vereinigte Königreich die Kontrolle über seine Grenzen zurückgewinnen müsse, um die Zuwanderung einzudämmen.

### Entfallene EU-Regeln
Seit seinem EU-Austritt und dem Ende der Übergangszeit am 31. Dezember 2020 ist das Vereinigte Königreich nicht mehr an die Regelungen der Europäischen Union gebunden. Somit erstrecken sich auch die Regelungen der Asylpolitik der Europäischen Union nicht mehr auf das Vereinigte Königreich. Internationale, im Rahmen der Mitgliedschaft in den Vereinten Nationen oder im Europarat unterzeichnete Übereinkünfte behalten unverändert ihre Gültigkeit.
Zu den Regeln und Maßnahmen, die dort nach dem EU-Austritt ihre Gültigkeit verloren haben, zählen Dublin-III und EURODAC. Einige EU-Regelungen – zum Beispiel die Richtlinie 2003/86/EG (Familienzusammenführungsrichtlinie) – hatten sich aufgrund eines Opt-out des Vereinigten Königreichs von vornherein nicht auf das Vereinigte Königreich erstreckt.
Da die Dublin-Regelungen außer Kraft traten und es dem Vereinigten Königreich in den Verhandlungen um den EU-Austritt nicht gelungen war, ein Rückführungsabkommen mit der EU zu erreichen, kam es zu einem steilen Anstieg der Überfahrten von Kleinbooten über den Ärmelkanal. So erreichten im Jahr 2022 rund 45.000 Migranten das Vereinigte Königreich in Kleinbooten.

### Fortbestehende Völkerrechtliche Verpflichtungen
Das Vereinigte Königreich ist weiterhin gehalten, die Vorgaben internationaler, im Rahmen der Mitgliedschaft in den Vereinten Nationen oder im Europarat getroffener Übereinkünfte einzuhalten.
Für die Asylpolitik relevant sind insbesondere die Genfer Flüchtlingskonvention und ihr Zusatzprotokoll von 1967 sowie wie die UN-Antifolterkonvention, welche die Einhaltung des Grundsatzes der Nichtzurückweisung gebieten. Ebenso sind Übereinkünfte einzuhalten, die im Rahmen des Europarats unterzeichnet wurden; unter ihnen ist die Europäische Menschenrechtskonvention (EMRK) zu nennen, aus der sich ebenfalls – und dies unabhängig vom Flüchtlingsstatus – ein Grundsatz der Nichtzurückweisung ableiten lässt (vor allem aus Artikeln 2 bis 6).
Für die Asylpolitik als relevant hervorgehoben werden zudem der UN-Zivilpakt (insbesondere das Recht auf Freizügigkeit in Artikel 12(1) und der Schutz vor Ausweisung in Artikel 13), die UN-Kinderrechtskonvention sowie das Übereinkommen des Europarats zur Bekämpfung des Menschenhandels.

## Maßnahmen nach dem Brexit
Die britische Regierung traf mehrere Maßnahmen:
Nationality and Borders ActDie Regierung brachte im Juli 2021 den Nationality and Borders Bill ein, den sie als Eckpfeiler des neuen Plans der Regierung zur Einwanderung bezeichnete, der wiederum die umfassendste Reform des Asylsystems seit Jahrzehnten darstelle. Der Illegal Migration Bill verfolge drei Ziele: (1.) Das System fairer und effektiver zu gestalten, um diejenigen mit echtem Schutzbedarf besser zu schützen, (2.) die illegale Einwanderung zu unterbinden und so das Geschäftsmodell der kriminellen Menschenhandelsnetze zu durchbrechen und Leben zu retten, (3.) diejenigen ohne Aufenthaltsrecht aus dem Vereinigten Königreich zu entfernen. Der Nationality and Borders Bill sieht unterschiedliche Verfahren vor, je nachdem ob der Antragsteller legal oder illegal eingereist ist. Er wurde am 28. April 2022 durch die britische Krone unterzeichnet. Entsprechend trat der Nationality and Borders Act 2022 (NABA) am 28. Juni 2022 in Kraft. Am 8. Juni 2023 verkündete der Minister für Immigration, dass die durch den NABA eingeführte Unterscheidung zwischen den zwei Personengruppen wieder aufgehoben wurde, da der in Vorbereitung befindliche Illegal Migration Bill stärkere Maßnahmen gegen diejenigen vorsehe, die „mittels gefährlicher und unnötiger Reisen durch sichere Staaten einreisten“.
FamilienzusammenführungZum 1. Januar 2023 schränkte die Regierung die Familienzusammenführung ein. Eine Familienzusammenführung zu Asylsuchenden kommt demnach nur dann infrage, wenn der Verwandte bereits Asyl oder internationalen Schutz erhalten hat; außerdem können unbegleitete Minderjährige nur zu ihren Eltern nachziehen, nicht aber zu anderen Verwandten. Zudem ist geplant, die Einkommensgrenze, die für den Familiennachzug im Allgemeinen – auch zu Familienmitgliedern mit britischer Staatsangehörigkeit – nachzuweisen ist, für neu Nachziehende schrittweise zum 1. Januar 2025 auf £38,700 anzuheben. Als Ziel dieser Maßnahme wurde die Verringerung der Einwanderung genannt.
Illegal Migration ActIm März 2023 brachte die Regierung den Illegal Migration Bill ein, der vorsieht, diejenigen, die in Kleinbooten eingereist sind, generell vom Asyl auszunehmen – unabhängig von ihrem Bedarf nach Schutz. Die Betroffenen sollen auf unbestimmte Zeit festgehalten und letztendlich in ein Drittland verbracht werden. Im Juli 2023 billigte das House of Lords den Gesetzesentwurf; Vertreter der Vereinten Nationen nahmen daraufhin gegen den Illegal Migration Bill Stellung. Er wurde am 20. Juli 2023 durch die britische Krone unterzeichnet. Einige Regelungen des entsprechenden Illegal Migration Act 2023 traten am 28. September 2023 in Kraft.
Abkommen mit RuandaEin am 13. April 2022 zwischen dem Vereinigten Königreich und Ruanda getroffenes Abkommen sieht eine Abschiebung Asylsuchender nach Ruanda vor. Asylsuchende sollen demnach auch nach einem positiven Asylentscheid in Ruanda verbleiben, wo sie Zugang zum Arbeitsmarkt und zur Gesundheitsversorgung erhalten sollen. Der High Court of Justice erklärte das Abkommen für rechtmäßig; der Oberste Gerichtshof des Vereinigten Königreichs erklärte es jedoch am 15. November 2023 für unzulässig, da nicht sichergestellt sei, dass die Regierung Ruandas sich an den Grundsatz der Nichtzurückweisung halten werde. Anfang Dezember 2023 unterzeichneten das Vereinigte Königreich und Ruanda eine weitere Übereinkunft, das dazu dienen soll, die Einwände des Obersten Gerichtshofs auszuräumen. Im April 2024 stimmte das Parlament nach mehreren Abstimmungen in Ober- und Unterhaus dem Gesetzesentwurf mit kleinen Änderungen zu. Ruanda wurde darin zum sicheren Drittstaat erklärt. Am 6. Juli 2024 erklärte der neu gewählte Premierminister Keir Starmer den Ruanda-Plan für „tot und begraben“.
Die Labour-Regierung hat für 2024/2025 ein Maßnahmenpaket der Migrationspolitik vorgesehen: Die Nettozuwanderung und die Abhängigkeit von ausländischen Arbeitskräften sollen verringert, Schleusernetzwerke bekämpft, Asylanträge schneller bearbeitet und die Zahl der Rückführungen erhöht werden. Im März 2024 trat eine Regelung in Kraft, die den Familiennachzug zu ausländischen Pflegekräften verbietet und eine Registrierung ausländischer Pflegekräfte durch ihre Arbeitgeber vorschreibt. Seit April 2024 gelten deutlich höhere Mindesteinkommensgrenzen für die Zuwanderung ausländischer Fachkräfte sowie für den Partner- und Ehegattennachzug.
Im Jahr 2025 wurde bekannt, dass die britische Regierung erwägt, abgelehnte Asylbewerber in Balkanstaaten wie Albanien, Serbien, Bosnien and Nordmazedonien zu verschicken. Im Unterschied zum fallengelassenen Ruanda-Plan sollen hiervon nur diejenigen erfasst werden, die das Asylverfahren vollständig durchlaufen haben.

## Statistik

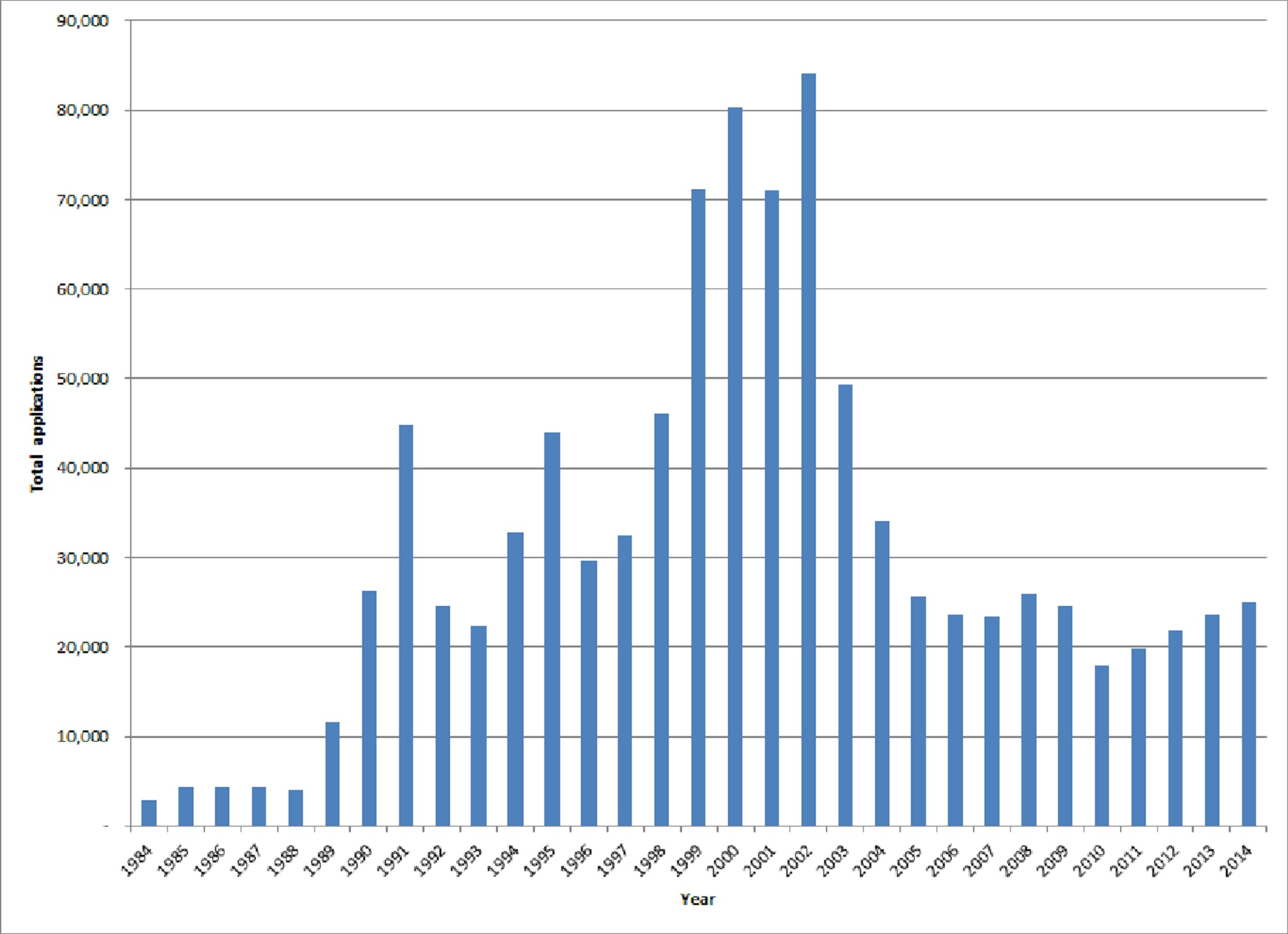
Zahl der Asylanträge (ab 1984)

Nach dem ersten Höhepunkt der Asylbewerberzahl von 84.132 im Jahr 2002 fiel die Zahl der Asylanträge bis auf einen Tiefpunkt von 17.916 im Jahr 2010 und stieg daraufhin in den 2010er-Jahren wieder an. In den Jahren 2021 und 2022 stieg die Zahl der Asylanträge steil an: Im Jahr 2021 lag sie bei 50.042 und im Jahr 2022 erreichte sie 81.130. Im Jahr 2024 waren es 108.000 Asylanträge.
| 2018   | 2019   | 2020   | 2021   | 2022   | 2023   | Quelle                                        |
| ------ | ------ | ------ | ------ | ------ | ------ | --------------------------------------------- |
| 29.504 | 35.737 | 29.815 | 50.042 | 81.130 | 75.340 | 2020–2022: 2023: bis einschließlich September |

Die Zahl der Asylanträge ist jeweils auf einen Haupt-Antragsteller bezogen, wobei jeder Antrag mehrere Personen umfassen kann. Beispielsweise steht die Zahl von 75.340 von Januar bis September 2023 eingegangenen Asylanträgen für 93.296 Personen.
| 2018 | 2019  | 2020  | 2021   | 2022   | 2023   | Quelle           |
| ---- | ----- | ----- | ------ | ------ | ------ | ---------------- |
| 299  | 1.843 | 8.466 | 28.526 | 45.755 | 29.437 | 2018–2022: 2023: |